# Eleonore von Portugal (1328–1348)

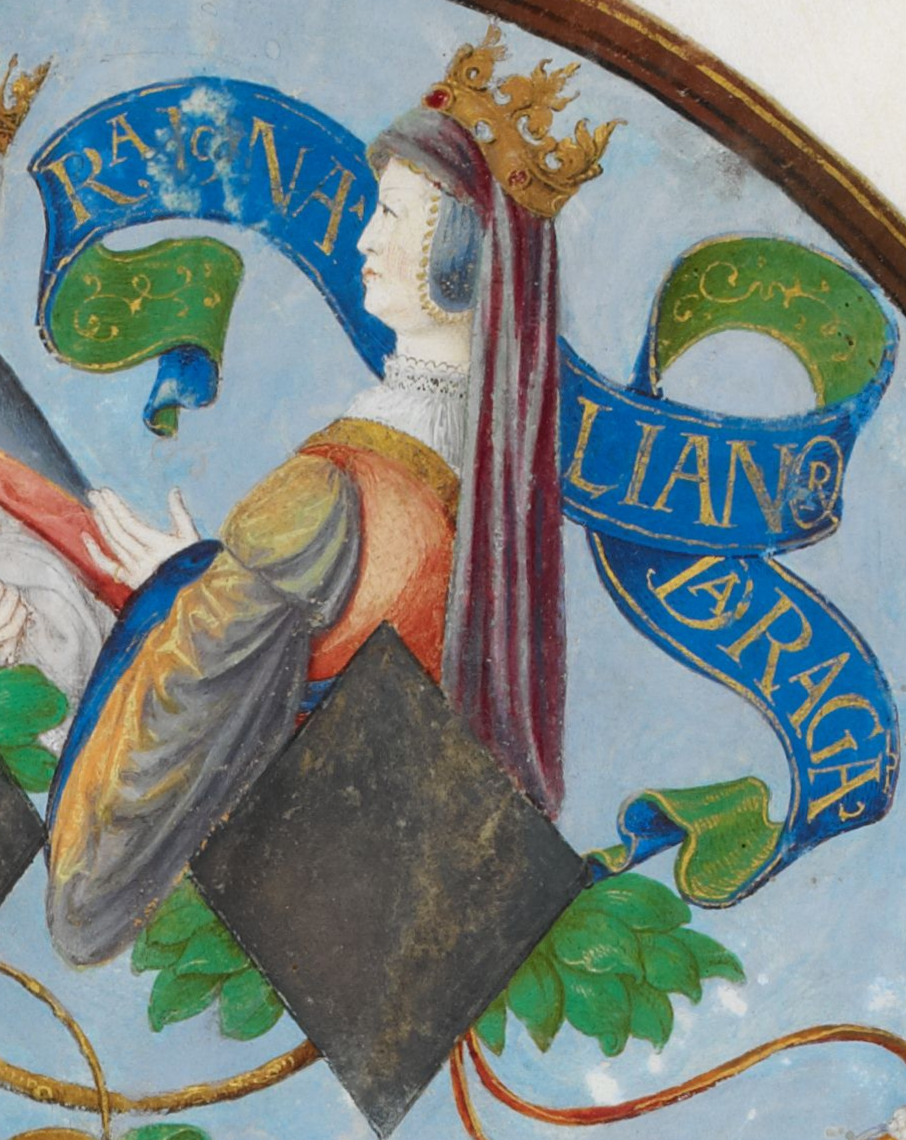
Eleonore von Portugal, in: Antonio de Hollanda’s Genealogie der Königshäuser von Spanien und Portugal (1530–1534)

Eleonore von Portugal (spanisch und portugiesisch: Leonor de Portugal; * 1328; † 30. Oktober 1348 in Jérica, Provinz Castellón) war durch Geburt eine portugiesische Infantin und durch Heirat mit Peter IV., dem Feierlichen 1347–48 Königin von Aragón. Sie starb im Alter von 20 Jahren an der Pest.

## Leben

### Abstammung; frühes Leben; Heiratsverhandlungen
Eleonore war die jüngste Tochter des Königs Alfons IV. von Portugal und seiner Gemahlin Beatrix von Kastilien. Zu ihren sechs älteren Geschwistern gehörten u. a. der spätere portugiesische König Peter I. (regierte 1357–67) und Maria, die König Alfons XI. von Kastilien heiratete. Über Eleonores Kindheit und Jugend ist nichts bekannt. Genauere Informationen über sie liegen erst für das Jahr 1347 vor, als sich zwei Könige um die Hand der 18-jährigen Infantin stritten, um durch sie die Unterstützung Portugals zu erhalten: Alfons XI. von Kastilien, der Eleonore mit seinem Neffen Ferdinand von Aragón verheiraten wollte, und Peter IV. von Aragón.
Zuerst hatte sich sogar König Peter IV. selbst bemüht, dass sein Halbbruder Ferdinand von Aragón Eleonores Hand erhalten würde. Der Onkel Ferdinands, Alfons XI., sollte dieses Heiratsprojekt vermitteln. Als aber der bisher ohne männliche Nachkommen gebliebene Peter IV. entgegen dem aragonesischen Brauch, Frauen von der Thronfolge auszuschließen, seine älteste Tochter Konstanze zur Kronprinzessin machen wollte und zu diesem Zweck seinem jüngeren Bruder, Graf Jakob I. von Urgell, der gemäß dem erwähnten Brauch die nächste Aussicht auf die Thronfolge hatte, am 29. März 1347 die Generalreichsstatthalterschaft nahm und kurz darauf Konstanze übertrug, formierte sich eine gefährliche Adelsopposition gegen den König. Nach dem Tod seiner ersten Gemahlin Maria von Navarra († 29. April 1347) suchte Peter IV. die Unterstützung Portugals zur Bekämpfung seiner innenpolitischen Gegner und warb daher nun selbst um die Hand der Infantin Eleonore. Vergebens suchte König Alfons XI., der weiterhin seinem Neffen Ferdinand die Ehe mit Eleonore sichern wollte, die von Peter IV. entsandten Brautwerber an der Fahrt nach Portugal zu hindern.
Laut dem spanischen Chronisten Jeronimo Zurita waren die Teilnehmer an den Verhandlungen, die der Unterzeichnung des Heiratskontrakts zwischen Peter IV. und Eleonore vorangingen, auf aragonesischer Seite der mit Alfons XI. verfeindete kastilische Adlige Juan Manuel, dessen Tochter Constança Manuel und Maria Ximenes Coronel (Gattin von Pedro Afonso, Graf von Barcelos, einem illegitimen Sohn von König Dinis) sowie auf portugiesischer Seite Ferdinand Gonçalves Cogominho, Großkellermeister Alfons’ IV., und Lope Fernandes Pacheco, Majordomus des Infanten Peter. Bereits am 27. Mai 1347 erhielt König Peter IV. die notwendige päpstliche Dispens für seine Heirat mit Eleonore. Die von ihm nach Portugal entsandten Brautwerber Lope de Gurrea und Pedro Guillem d’Estanybós kamen am 4. Juni am portugiesischen Hof an, der damals in Santarém residierte. Bereits sieben Tage später wurde der – nicht erhalten gebliebene – Ehekontrakt unterschrieben. Ebenfalls am 11. Juni 1347 fand Eleonores Heirat per Prokuration in Santarém statt.
António Caetano de Sousa gibt an, dass 50 000 Barceloner Livres als Eleonores Mitgift vereinbart worden seien. Nach Zurita hatte Alfons IV. zuerst überhaupt keiner Mitgift für seine Tochter zustimmen wollen, dann sich auf Druck der aragonesischen Gesandten zur Zahlung von 2500 Livres bereiterklärt. Dies sei den Gesandten viel zu gering erschienen und sie hätten schon abreisen wollen, doch habe Constança Manuel den portugiesischen König schließlich überreden können, sich zur Zahlung von 37 500 Livres zu verpflichten, und die Königin habe die auf die 50 000 Livres fehlende Restsumme zugesagt. Sodann ist in den Archiven der aragonesischen Krone ein Zahlungseingang von 28 500 Livres verzeichnet und bei Eleonores Tod waren von ihrer Mitgift derselben Quelle zufolge noch 12 500 Livres ausständig. Außer ihrer Mitgift erhielt Eleonore von ihrem Vater kostbare Gegenstände im Wert von 2100 portugiesischen Livres, die an zwei Lissabonner Händler verpfändet waren. Zu diesen Wertobjekten gehörte u. a. eine Goldkrone, die mit vier Smaragden, drei Rubinen, sechs Saphiren sowie kleinen Perlen verziert war, ferner ein emaillierter silberbestickter Gürtel, silberne und goldene Pokale, Kristallschüsseln sowie ein silbernes Weihrauchgefäß.

### Kurzzeitige Königin von Aragón; Tod
Mit diesen Geschenken und anderen persönlichen Habseligkeiten versehen machte sich Eleonore mit ihrem Gefolge am 29. Oktober 1347 auf den Weg zu ihrem Bräutigam, wobei sie angesichts der Gegnerschaft Alfons’ XI. den Seeweg bevorzugte. Unterdessen ersuchte der für sie ausersehene Gemahl, König Peter IV. von Aragón, am 8. November durch Emissäre die Städte und Klöster um einen finanziellen Beitrag zu seiner Hochzeit. Ungefähr Mitte November traf Eleonore in Barcelona ein, und am Tag ihrer Ankunft starb laut Zurita der mit dem König verfeindete Infant Jakob I. von Urgell. Allgemein kam der Verdacht auf, dass Jakob vergiftet worden sei, wodurch sich die Unzufriedenheit mit dem König steigerte. Eleonore feierte daher ihre persönliche Vermählung mit Peter IV., die wohl am 14. oder 15. November 1347 stattfand, ohne besondere Teilnahme des Volkes inmitten von Unruhen. Sie war die erste und einzige in Portugal geborene aragonesische Königin. In der Folge stellte sich Peters Stiefbruder Ferdinand, Marques von Tortosa, der im Fall des Ausbleibens männlicher Nachkommen des Königs nunmehr der präsumtive Thronfolger war, an die Spitze der Aufständischen.
Peter IV. trug für die finanzielle Ausstattung seiner Gemahlin Sorge. Zu diesem Zweck verpfändete er u. a. am 22. Dezember 1347 Schlösser in der Grafschaft Roussillon und in Katalonien und übertrug ihr auch für ihren und ihres Hofstaats Unterhalt die Städte Tarazona, Jaca und Teruel, die Dörfer Candanchú, Canfranc und Colliure samt zugehöriger Schlösser sowie die Einkünfte aus dem jüdischen Viertel Valencias und weiterer Städte. Sancho Martínez Ladrón wurde zum Vogt ihrer Ländereien bestimmt. Es blieben zahlreiche Urkunden erhalten, die sich auf die Verwaltung der Güter der Königin beziehen, u. a. solche für Beamtenernennungen, Häuserschenkungen und Anweisungen für Steuereinnehmer. Auch existieren noch mehrere an verschiedene Mitglieder der Königsfamilie gerichtete Briefe Eleonores, in denen sie sich nach deren Gesundheit erkundigt usw.
Anfang 1348 machten sich Peter IV. und Eleonore auf Bitten der Einwohner Valencias, die das Königspaar sehen wollten, auf den Weg in diese Stadt. Unterwegs wurden sie von Söldnertruppen begleitet, zu deren Bezahlung Eleonores Mitgift diente. Als sie in Murviedro einen längeren Aufenthalt einlegten, konnten sie ihre Truppen nicht mehr ausreichend unterhalten, so dass sich ein beträchtlicher Teil von Peters Kriegsvolk wegen dieses Mangels an Sold verabschiedete. Daher vermochten die Gegner des Königs ihn und seine Gattin Eleonore in Murviedro de facto gefangen zu setzen.
Peter IV. musste den Forderungen der feindlichen Adelsopposition weitgehend nachgeben und auch seinen Stiefbruder Ferdinand zum nächsten Thronfolger, falls er keine Söhne bekäme, und zum Reichsstatthalter ernennen. Nach der Entdeckung, dass er sich heimlich entfernen wollte, wurde er streng bewacht und nach Valencia weggeführt. Er kam Ende März 1348 dahin und Eleonore folgte ihm am 1. April nach. So befand sich das Königspaar weiterhin in der Gewalt der gegnerischen Union und des Infanten Ferdinand und wurde unwürdig behandelt, indem Peter IV. und Eleonore am Passionssonntag von Randalierern aus dem Palast gezerrt wurden und mit ihnen zu tanzen hatten. Als aber im Mai die hereinbrechende Pest, der Schwarze Tod, den Aufenthalt in Valencia bedenklich machte, mussten die Unionisten das Königspaar ziehen lassen. Peter IV. begab sich mit Eleonore zuerst nach Teruel, wo gerade ein Waffenstillstand zwischen den Streitparteien abgeschlossen worden war, und anschließend nach Tarazona.
In der Schlacht bei Épila nahe Saragossa schlug Lope de Luna, der Heerführer des Königs, schließlich die Rebellen am 21. Juli 1348 entscheidend. Peter IV. berief Anfang Oktober die Cortes nach Saragossa ein, doch musste die Reichsversammlung bald darauf wegen der sich ausbreitenden Pest auf November verschoben und nach Teruel verlegt werden. In Teruel wurde Eleonore von dieser Seuche befallen und starb am 30. Oktober 1348 im Alter von nur 20 Jahren in Jérica. Aus Angst vor einer Ansteckung wurde sie sofort in der örtlichen Kirche begraben.
Laut Zurita war Eleonore kinderlos gestorben, und die Behauptung des portugiesischen Chronisten Rui de Pina und anderer Autoren, dass sie eine Tochter namens Beatrice gehabt habe, die nach Eleonores Tod nach Portugal geschickt worden und als Kleinkind gestorben sei, findet in Eleonores Testament keine Bestätigung. Von diesem am 13. September 1348 aufgesetzten letzten Willen der verstorbenen Königin blieben zwei Abschriften erhalten. Im Juni 1350 wurden Eleonores sterbliche Überreste in das Kloster von Poblet überführt und dort im Pantheon der Könige von Aragón beigesetzt, womit Peter IV. einem testamentarischen Wunsch der Toten nachkam.